# 愛知啓成高等学校
愛知啓成高等学校（あいちけいせいこうとうがっこう）は、愛知県稲沢市西町一丁目に位置する私立高等学校。設置者は学校法人愛知真和学園。

## 設置学科
普通科
- アカデミア（普通進学）コース（男女共学）
- グローバルコース（男女共学）
- サミッティアコース（特進コース・男女共学）

## 沿革
- 1927年（昭和2年） - 稲沢高等女学校開校。
- 1948年（昭和23年） - 学制改革に伴い稲沢女子高等学校設置。
- 2001年（平成13年） - 男女共学化、愛知啓成高等学校へ名称変更。
- 2006年（平成18年） - 野球部が創部5年で第78回選抜高等学校野球大会に出場。
- 2006年（平成18年） - 創立80周年記念式典。
- 2016年（平成28年） - 創立90周年記念式典。

## 年中行事

### 1学期
- 4月：入学式、花まつり、オリエンテーション合宿（1年）
- 5月：PTA総会、サミッティア修学旅行
- 6月：遠足、校祖忌
- 7月：芸術鑑賞会、ボランティア清掃（3年）、

### 夏休み
- 8月：七夕祭、夏季休暇

### 2学期
- 9月：敬老会、校内弁論大会、サミッティア以外修学旅行
- 10月：体育大会、合唱コンクール
- 11月：文化祭、文理説明会（1年）
- 12月：校祖忌、テーブルマナー講習会（1年）、冬期休暇

### 3学期
- 1月：謝恩講
- 2月：卒業謝恩会（3年）
- 3月：卒業式、テーブルマナー講習会（1年）、系統別進路説明会

## 部活動

### 強化部
- 野球部
- 新体操部
- 硬式テニス部（女子）
- サッカー部（女子）

### 運動部
- 硬式テニス部（男子）
- バスケットボール部
- バドミントン部
- 水泳部
- ソフトボール部（男子）
- 陸上部
- チアリーディング部（女子）

### 文化部
- インターアクトクラブ部
- ボランティア部
- パソコン部
- ブラスバンド部
- ESS（英会話）部
- 演劇部
- 放送部
- 茶道部
- 軽音楽部
- 写真部
- 新聞部
- 美術部
- 科学部

### 同好会
- ハンドボール同好会
- ダンス同好会（女子）
- バレーボール同好会
- 映画研究同好会
- 将棋同好会
- 歴史研究同好会
- お笑い同好会

## 課外活動

### 語学研修
学生の語学力向上や国際文化への理解を深めるために、留学や語学研修、外国人留学生の受け入れが積極的に行われている。
- カナダ
- ハワイ
- オーストラリア
- イギリス
- ニュージーランド

### 留学生の受け入れ
ロータリークラブ主催の長期受け入れなどが行われている。

## 出身者
- 森越祐人：元プロ野球選手（埼玉西武ライオンズ）
- 佐藤正尭：元プロ野球選手（北海道日本ハムファイターズ）
- 近藤光：元Jリーガー

## 交通アクセス
- 名鉄名古屋本線 国府宮駅より徒歩で約20分、自転車で約10分。
- 稲沢市コミュニティバス「西町」停留所または「稲沢市民センター北」停留所より徒歩で約2分。